# ケイ・テンペスト
ケイ・テンペスト（1985年12月22日 - 、旧名ケイト・テンペスト）は、イングランドのスポークンワード・パフォーマー、詩人、レコーディング・アーティスト、小説家、劇作家。
16歳の時、テンペストはクロイドンのBRIT School for Performing Arts and Technologyに入学した。2013年、詩集『Brand New Ancients』でTed Hughes Awardを受賞。10年に1度の栄誉であるポエトリー・ブック・ソサエティによるネクスト・ジェネレーション・ポエットにも選ばれた。
テンペストの音楽アルバム『Everybody Down』と『Let Them Eat Chaos』は、それぞれマーキュリー賞にノミネートされた。後者と題名が同じ詩集である『Let Them Eat Chaos』は、コスタ・ブック・オブ・ザ・イヤーの詩部門にノミネートされた。デビュー小説となった『The Bricks That Built the Houses』はサンデー・タイムズのベストセラーとなり、2017年のBooks Are My Bag Readers AwardでBreakthrough Author賞を受賞した。2018年のブリット・アワードでは、最優秀女性ソロ・パフォーマーにノミネートされた。テンペストは2020年、代名詞のthey/themを使い、ノンバイナリーであることをカミングアウトした。

## ディスコグラフィー

### スタジオ・アルバム
- 2011: Balance (with "Sound of Rum")
- 2014: Everybody Down 2014年のマーキュリー賞にノミネート
- 2016: Let Them Eat Chaos 2017年のマーキュリー賞にノミネート
- 2019: The Book of Traps and Lessons
- 2022: The Line Is a Curve